# Subic
Subic é um município de  primeira classe de renda municipal (d) na província Zambales, nas Filipinas. De acordo com o censo de 1 de maio  de  2020 possui uma população de 111 912 pessoas e 28 202 domicílios.